# ويليام هنري ميلر
ويليام هنري ميلر (بالإنجليزية: William Henry Miller)‏ هو محامي وسياسي أمريكي، ولد في 28 فبراير 1829، وتوفي في 12 سبتمبر 1870. حزبياً، نشط في الحزب الديمقراطي. وقد انتخب عضو مجلس النواب الأمريكي.